# بونفر
بونفر ، ملكة مصرية قديمة غير حاكمة أو زوجة ملك من الأسرة الرابعة أو الخامسة ، ولا يعرف على وجه التحديد من كان الملك زوجها. و قد دفنت في المقبرة رقم G8408 في الحقل المركزي من جبانة الجيزة.

## حياتها
تم حفظ ألقاب بونفر في قبرها في الجيزة كالتالي:
- زوجة الملك.
- صاحبة صولجان حتس الكبير.
- صاحبة صولجان حتس الكبير عند السيدتين (يعني المفضلة لدي السيدتين).
- من ترى حور وست
- زوجة الملك و حبيبته
- ابنة الملك من جسده.
- كاهنة الإلهة حتحور.
- كاهنة حور شيبس خت.
- الكاهنة المحبوبة و الموقرة لشبسس نبتي[1]

وقد أدى لقب بونفر «كاهنة شبسسكاف» إلى النظرية القائلة بأن بونفر ربما تكون زوجة أو ابنة الملك شبسسكاف. و يقع قبرها بالقرب من مجمع الملكة خنتكاوس الأولى التي يقترح كذلك أنها عاشت في نهاية الأسرة الرابعة أو بداية الأسرة الخامسة. وقد اقترح أيضا أنها زوجة الملك الأسطوري الغامض ددف بتاح.
وأشار جانوسي إلى أن بناء قبر بونفر يعود إلى الوقت بعد أن تم بناء قبر خنتكاوس. ولكن التاريخ الدقيق لهذا القبر غير واضح. و يبدو أن قبر بونفر هو أكثر احتمالا حتى الآن أنه يعود للأسرة الخامسة.

## دفنها

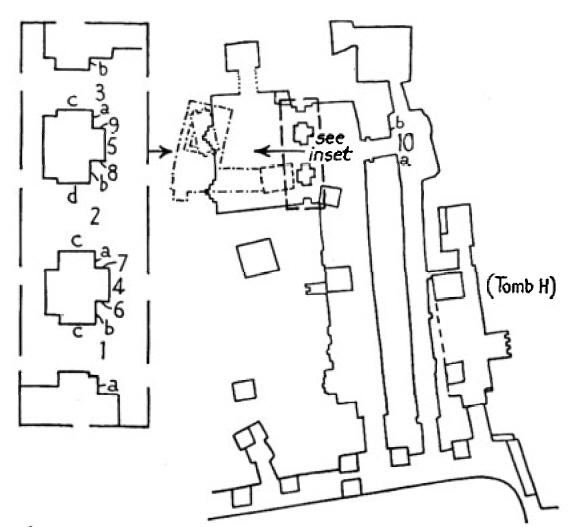
مخطط مقبرة الملكة بونفر

تقع مقبرة بونفر المحفورة في الصخر إلى الشمال من المجمع الجنائزي للملكة خنتكاوس الأولى في الحقل المركزي. و تفتح واجهة القبر إلى الجنوب، و هناك مدخل كبير يؤدي إلى محراب كبير. و إلى الشرق مدخل آخر يسمح للمرء أن يدخل للقبر. و يظهر اسم بونفر و ألقابها على جدران و أركان الغرفة. و ذكر ابن لها في أحد المشاهد، لكنه كان لديه عناوين بسيطة كالقاضي و المشرف على الكتبة. و غرفة دفن بونفر تحتوي على تابوت من الحجر الجيري الأبيض. داخل التابوت تم العثور على جمجمة أنثى يقدر أنها في منتصف الثلاثينيات. ومن الممكن أن تكون هذه الجمجمة للملكة بونفر.